# Kaspijski hirkanski mešani gozdovi
Kaspijski hirkanski mešani gozdovi (perzijsko: جنگل های کاسپینی هیرکانی) so območje bujnih nižinskih in gorskih gozdov, ki pokrivajo približno 55.000 kvadratnih kilometrov, ki mejijo na obale Kaspijskega jezera v Iranu in del Azerbajdžana. Gozd je dobil ime po starodavni regiji Hirkaniji. V kategorizaciji Svetovnega sklada za naravo se ekoregija imenuje kaspijski hirkanski mešani gozdovi.
Od 5. julija 2019 so Hirkanski gozdovi uvrščeni na Unescov seznam svetovne dediščine.

## Geografija
V Iranu hirkanska ekoregija obsega dolg pas vzdolž južne obale Kaspijskega jezera in severnih pobočij gorovja Elburs. Zajema dele petih provinc, od vzhoda proti zahodu: Severni Horasan, Golestan (421.373 hektarjev, ki so njen jug in jugozahod ter vzhodne regije nižine Gorgan), Mazandaran, Gilan in Ardabil.
Narodni park Golestan se razteza na meji provinc Golestan in Mazandaran. V provinci Mazandaran, kjer je hirkanski gozd ocenjen na 965.000 ha, se 487.195 ha  uporablja komercialno, 184.000 ha je zavarovanih, preostalo pa se obravnava kot gozdna zemljišča ali prekomerno izkoriščeni gozdovi. Skupna gozdna masa, uporabljena v tej provinci, je ocenjena na 770.551 kubičnih metrov. Gozdna razvodja Kojoor, Dohezar in Sehezar so v provinci Mazandaran, provinca Gilan (ti gozdovi so razvrščeni od 1 do 3 s površino 107.894 ha; 182.758 ha in 211.972 ha. Komercialna uporaba je 184.202 m3, nekomercialna pa 126.173 m3. Gozdna povodja Masooleh, Ghaleh Roodkhan in Astara so v provinci Gilan) in provinci Ardabil. V višjih legah proti jugu se ekoregija razvrsti v gozdno stepo pogorja Elburs.
V jugovzhodnem Azerbajdžanu se ekoregija razteza skozi nižavje Lankaran in gorovje Tališ.
Podnebje ekoregije je na nižjih nadmorskih višinah vlažno subtropsko; v srednjih višinah ima oceanske značilnosti, v gorah pa vlažno celinsko. Poletje je vlažna sezona z nizko količino padavin. Elburs je najvišja gorska veriga na Bližnjem vzhodu in z reliefnimi padavinami in meglicami rosišča zajame velik del izhlapevanja južnega Kaspijskega jezera. Letna količina padavin se giblje od 900 mm na vzhodu do 1600 mm na zahodu, zaradi česar so gozdovi veliko bujnejši od puščavskih, polpuščavskih in stepskih območij, na katere meji.

## Rastlinstvo
Naravna gozdna vegetacija je zmerni listopadni širokolistni gozd. 32,7 odstotka volumna hirkanskega gozda predstavlja bukev (Fagus orientalis). Glavna značilnost regije je pomanjkanje iglavcev; prisotni so le relikti iglavcev, med katerimi so navadna tisa (Taxus baccata), brin (Juniperus spp.), vednozelena cipresa (Cupressus sempervirens var. Horzontalis) in tuja (Platycladus orientalis).
Obalne ravnice Kaspijskega jezera so nekoč pokrivali: kostanjevolistni hrast (Quercus castaneifolia), navadni pušpan (Buxus sempervirens), črna jelša (Alnus glutinosa subsp. Barbata), kavkaška jelša (Alnus subcordata), beli topol (Populus alba var. Caspica) in kavkaški krilati oreškar (Pterocarya fraxinifolia), vendar so bili ti gozdovi skoraj v celoti spremenjeni v mestna in kmetijska zemljišča. (Mosadegh, 2000; Marvie Mohadjer, 2007)
Spodnja pobočja gorovja Tališ in Elburs pod 700 metri skrivajo raznolike vlažne gozdove, ki vsebujejo kostanjevolistni hrast, beli gaber (Carpinus betulus), perzijska bukev (Parrotia persica), kavkaško zelkovo (Zelkova carpinifolia), perzijski svilovec (Albizia julibrissin) in lotosni ebenovec (Diospyros lotus) skupaj z grmičevjem bodike (Ilex hyrcana), Ruscus hyrcanus, Danaë racemosa in Atropa pallidiflora ter lianami Smilax excelsa in Hedera pastuchovii (Mosadegh, 2000; Marvie Mohadjer, 2007). Perzijska bukev je endemična za gorovje Tališ in severni Iran, skoraj čisti sestoji drevesa pa so lahko še posebej dramatični, z vejami, poraslimi z lišaji, ki se zvijajo skupaj, in odmrlim listjem v globoki senci gozdnih tal. Poleg tega rumeni listi jeseni postanejo rahlo lila.
Na srednjih višinah med 700 in 1500 m je bukev prevladujoča drevesna vrsta v tem oblačnem območju v čistih in mešanih sestojih z drugimi plemenitimi trdimi lesovi, kot so kostanjevolistni hrast, kavkaški hrast (Quercus macranthera), beli gaber (Carpinus betulus), kraški gaber (C. orientalis) in pravi kostanj (Castanea sativa). Po svoji floristični sestavi so ti bukovi gozdovi povezani z evropskimi gozdovi in z afinitetami do bukovih gozdov Balkana. Vsekakor pa so pri določanju sestave vegetacije pomembni lokalni pogoji izpostavljenosti in dejavniki tal, kot sta vlažnost in globina tal, kar vodi do vzpostavitve različnih podzdružb bukve.(Mosadegh, 2000; Marvie Mohadjer, 2007)
Za zgornje gorske in subalpske cone so značilni kavkaški hrast, belii gaber, grmišča in stepe. Alpska tundra in travniki se pojavljajo na najvišjih legah.
Druge avtohtone drevesne vrste so gledičevka (Gleditsia caspica), žametni javor (Acer velutinum), kapadoški javor (Acer cappadocicum), veliki jesen (Fraxinus excelsior), gorski brest (Ulmus glabra), divja češnja (Prunus avium), brek (Sorbus torminalis) in navadna lipa (Tilia platyphyllos).

## Živalstvo
Kaspijski tiger (Panthera tigris tigris) je bil nekoč glavni plenilec bioma pred njegovim izumrtjem. Preostali veliki sesalci so perzijski leopard (Panthera pardus tulliana), ris (Lynx lynx), rjavi medved (Ursus arctos), divja svinja (Sus scrofa), volk (Canis lupus), evrazijski šakal (Canis aureus), džungelska mačka (Felis chaus), kavkaški jazbec (Meles canescens) in vidra (Lutra lutra).
Ta ekoregija je glavno zeleno počivališče za ptice, ki se selijo med osrednjo-severno Rusijo in Afriko, torej ključni življenjski prostor za številne vrste ptic. Pomembne ptice, ki jih lahko vidimo tukaj, so: siva gos (Anser anser), beločela gos (Anser albifrons), mala droplja (Tetrax tetrax), plevica (Plegadis falcinellus), navadna žličarka (Platalea leucorodia), kvakač (Nycticorax nycticorax), rdečevrata gos (Branta ruficollis), sokol selec (Falco peregrinus), kodrasti pelikan (Pelecanus crispus), kravja čaplja (Bubulcus ibis), čopasta čaplja (Ardeola ralloides), veliki plamenec (Phoenicopterus roseus), beloglava raca (Oxyura) leucocephala) in kaspijska snežna kura (Tetraogallus caspius).

### Endemične vrste
Domneva se, da so hirkanski gozdovi nekaterim vrstam služili kot zatočišče v spremenljivih podnebnih razmerah. Iranski polh (Glis persicus) je endemit te ekoregije in se domneva, da se je razvil, ko so podnebne spremembe v srednjem miocenu povzročile razdrobljenost populacije prednikov Glis, pri čemer je en tak del populacije preživel v teh gozdovih in se razvil v nove vrste. Netopir Myotis hyrcanicus je verjetno tudi endemičen za to regijo. Znano je tudi, da regija ohranja edinstveno linijo dvobarvne rovke (Crocidura leucodon), ki se je ločila od drugih linij v srednjem pleistocenu, pred približno 1 milijonom let.

## Zavarovana območja
Zaradi raznolikosti in endemizma vrst so kaspijski hirkanski gozdovi prednostna in edinstvena značilnost za ohranjanje vrst. Habitate ogrožajo spreminjanje v nasade čajevca, zelenjave, sadja in vinske trte, netrajnostno gozdarstvo in divji lov.
Zavarovana območja v Azerbajdžanu so:
- Državni rezervat Gizil-Agach – 88,4 kvadratnih kilometrov
- Narodni park Hirkan - 427,97 kvadratnih kilometrov

Zavarovana območja v Iranu so:
- Narodni park Golestan
- Zaščiteno območje Jahan Nama
- Zaščiteno območje Central Elburs
- Zavarovano območje Lisar
- Zaščiteno območje Siah Kešim
- Zavetišče za divje živali Dodangeh
- Zavetišče za divje živali Neka Miankaleh
- Zavetišče za divje živali Selkeh
- Zavetišče za divje živali Daštenaz